# Lindernia anagallidea
Lindernia anagallidea é uma espécie botânica do gênero Lindernia pertencente à família Linderniaceae.